# Yakima (fiume)
Il fiume Yakima è un affluente del fiume Columbia nello Stato di Washington meridionale centrale e orientale, che prende il nome dal popolo di nativi americani degli Yakama, noti anche come Yakima. La lunghezza del fiume dalle sorgenti alla foce è 344 km (214 mi), con una pendenza media di 1,866 m/km (9,85 piedi/miglio). È il fiume più lungo che scorre per tutta la sua lunghezza nello Stato di Washington.

## Corso
Il fiume sorge nella Catena delle Cascate ad una quota di 770 m (2520 ft) s.l.m. presso la Keechelus Dam sul Keechelus Lake vicino Snoqualmie Pass, presso Easton. Il fiume scorre attraverso tale città, fiancheggia Ellensburg, supera la città di Yakima e continua a Sud-Est di Richland, dove confluisce nel fiume Columbia dando origine al Delta del fiume Yakima ad una quota di 105 m (344 ft) s.l.m..
Circa 9 milioni di anni fa, il fiume Yakima scorreva a Sud dai dintorni di Vantage verso Tri-Cities e poi deviava ad Ovest in direzione dell'oceano attraverso Badger Canyon a Ovest di Kennewick. Badger Canyon un tempo era una via navigabile del fiume Yakima e questo canale pre-esistente portò il fiume Yakima a diventare un affluente del fiume Columbia presso la località attuale della città di Kennewick.
A partire da quasi 15.000 anni fa l'Altopiano del Columbia venne trasformato dalle successive inondazioni glaciali di Missoula. Gran parte delle acque di inondazione sono arrivate lungo il canale del fiume Columbia, dove un "punto d'arresto" noto come Wallula Gap provocò il restringimento del flusso. Le acque di inondazione iniziarono a ristagnare vicino Tri-Cities con conseguente allagamento delle valli degli affluenti del Columbia. Badger Canyon fu un punto d'ingresso per le acque di inondazione della valle del fiume Yakima e successive inondazioni lasciarono dietro spessi depositi di sedimenti nel Badger Canyon e nella valle oltre.
Questi sedimenti alluvionali che furono depositati in grandi quantità e in brevi periodi di tempo cambiarono l'elevazione del terreno all'interno del Badger Canyon causando il re-instradamento del percorso del fiume Yakima a Nord della Red Mountain e la sua confluenza nel fiume Columbia presso l'attuale Richland.
Durante l'ultima era glaciale, le inondazioni di Missoula alterarono ulteriormente il paesaggio dell'area, aprendo l'area delle Horn Rapids al fiume Yakima. La biforcazione Ovest dell'Amon Creek ora passa nel Badger Canyon.
I primi esploratori a occidente a visitare il fiume furono Lewis e Clark il 17 ottobre 1805 o circa. Si fermarono brevemente alla confluenza del fiume Yakima e del fiume Columbia, sebbene non procedessero andando a monte. Il fiume era allora noto ai Nativi Americani locali come "Tap Teel", sebbene l'area sia stata abitata dalla preistoria.

## Attività ricreative
Il fiume Yakima è utilizzato per praticare rafting, kayaking e pesca, specialmente intorno all'area di Ellensburg area e vicino alla confluenza con il fiume Columbia durante i mesi estivi. La navigabilità del fiume Yakima è classificata tra le classi WW I e WW II, a seconda delle circostanze e della stagione. A Tri-Cities, la foce a delta dove il fiume Yakima incontra il fiume Columbia ha diversi sentieri escursionistici.
Il clima secco, con oltre 300 giorni di sole all'anno, attira visitatori da Seattle, a circa due ore di auto.

## La Yakima Valley
Il bacino del fiume Yakima ha un'estensione di circa 15900 km² (6150 mi²) ed è situato nella parte centro-meridionale dello Stato di Washington. È delimitato dalla  Catena delle Cascate a Ovest, dalle Wenatchee Mountains a Nord, dalla Rattlesnake Mountain e dalle Rattlesnake Hills a Est e dalle Horse Heaven Hills a Sud. Il bacino comprende le aree designate dal Dipartimento di Ecologia dello Stato di Washington come Water Resource Inventory Areas (WRIAs), letteralmente Aree appartenenti all'Inventario delle Risorse di Acque, in particolare le aree del tratto superiore del fiume Yakima, designate come aree 38 e 39, e quella del tratto inferiore del fiume Yakima, designata come WRIA 37. La linea di demarcazione tra queste sezioni settentrionali e meridionali è la confluenza tra il fiume Naches e il fiume Yakima.

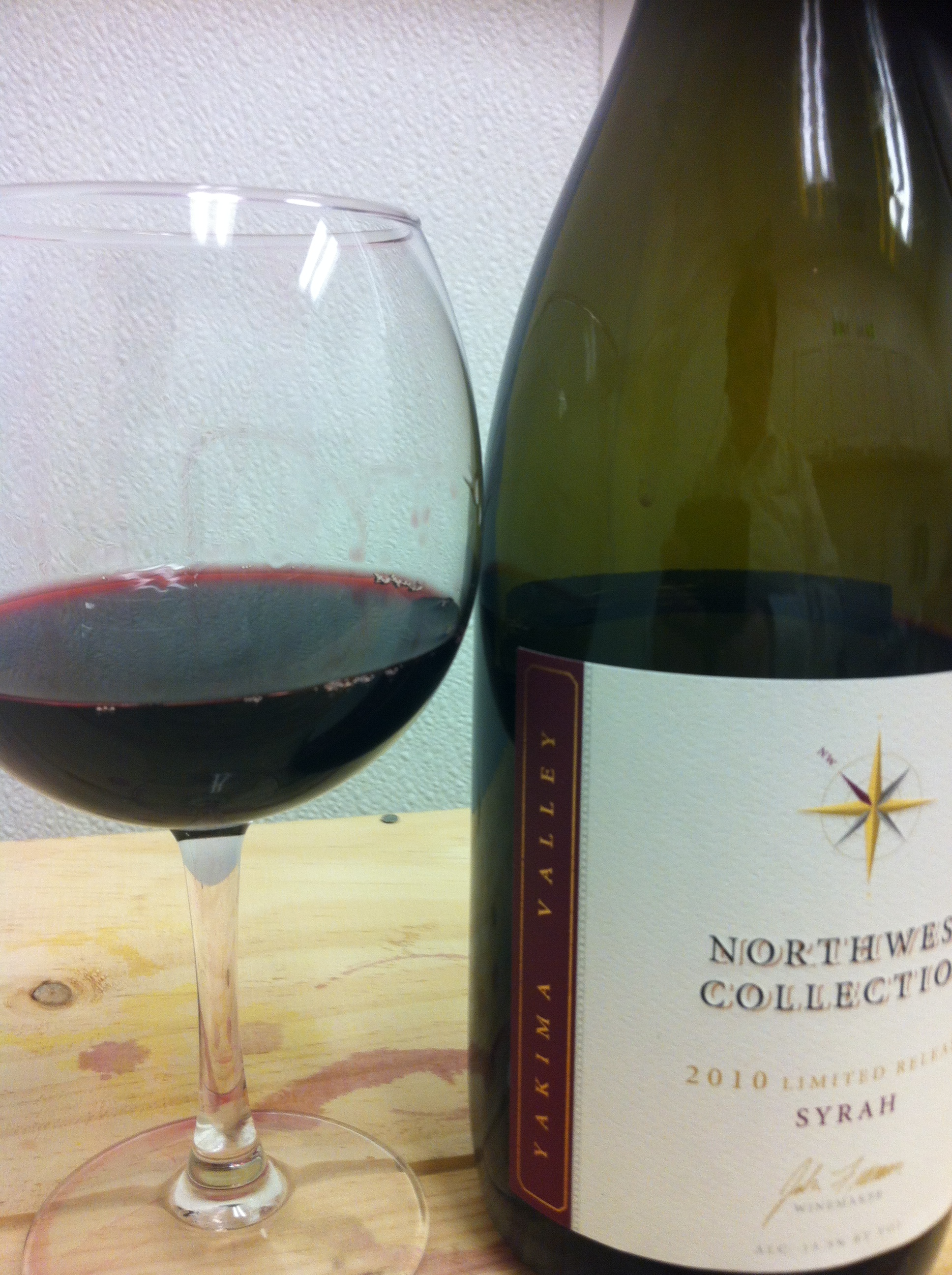
Vino Syrah coltivato nella Yakima Valley AVA.

Il fiume Yakima formisce irrigazione per le terre della valle aride ma fertili e l'agricoltura irrigua rappresenta la base economica. I terreni agricoli ammontano a 1 000 miglia quadrate (2600 km²), compresi pascoli irrigati, frutteti, vigneti, coltivazioni di luppolo e campi coltivati. Una parte significativa di mele e ciliegie dello Stato di Washington sono coltivate nella valle, così come la maggior parte (75%) del luppolo degli Stati Uniti. Dalla fine del XX secolo, l'industria del vino è cresciuta rapidamente nell'area. Questa è la posizione della Yakima Valley AVA, dichiarata American Viticultural Area (letteralmente, Area Vinicola Americana).
I principali proprietari terrieri della valle includono agenzie federali e statali e la nazione indiana Yakama. Le proprietà private coprono 5045,69 km² (1 246 818 acri). Nel bacino, lo United States Forest Service gestisce 3611,86 km² (892.509 acri) e la nazione Yakama possiede 3600,84 km² (889.786 acri). Le aree boschive nelle parti settentrionali e occidentali del bacino occupano circa 5700 km² (2 200 miglia quadrate) e sono utilizzate per attività ricreative, come habitat della fauna selvatica, per la raccolta del legname, per il pascolo e per attività culturali tribali. Le terre della catena montuosa comprendono circa 7500 km² (2 900 miglia quadrate) e sono utilizzate per l'addestramento militare, per il pascolo, come habitat della fauna selvatica e per le attività culturali tribali.
I principali centri abitati comprendono la città di Yakima e l'area di Tri-Cities. La crescita della popolazione per gli anni '90 era prevista al 7,9% nella Contea di Kittitas, 19,7% nella Contea di Yakima e 22,7% nella Contea di Benton. Mentre gran parte della crescita nelle contee di Benton e Yakima è avvenuta all'interno e attorno alle aree incorporate, la maggior parte della crescita nella Contea di Kittitas è avvenuta in aree non incorporate.

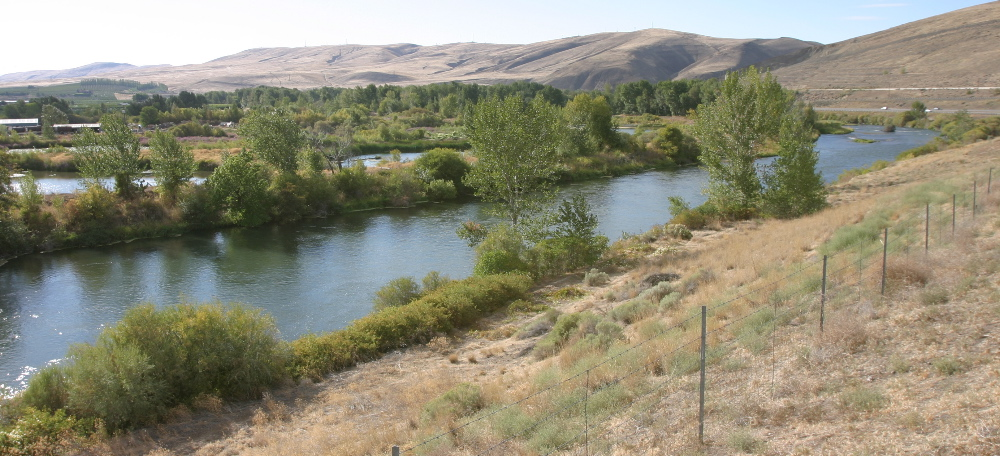
Il fiume Yakima River a Sud di Union Gap

Oltre all'agricoltura irrigua, le principali forze economiche trainanti includono la raccolta e la lavorazione del legname, il bestiame e le attività ricreative all'aperto. Con la significativa riduzione della raccolta di legname nelle terre federali e con l'implementazione del Northwest Forest Plan per proteggere il gufo macchiato del Nord in via di estinzione, 
l'economia del legname è stata fortemente ridimensionata negli ultimi anni. La vicinanza alle aree più popolose dello Stretto di Puget ha causato un rapido aumento della domanda di attività ricreative all'aperto nel bacino.

## Modificazioni del fiume
Il fiume Yakima e i suoi affluenti hanno subito forti alterazioni a causa dell'agricoltura irrigua. Ci sono numerose dighe e canali di irrigazione. Il deflusso dell'irrigazione avviene in luoghi che, attraverso gli scarichi dei canali, vengono restituiti al fiume. Il sistema di irrigazione nel corso d'acqua dello Yakima provoca periodi sia di grave diminuzione delle acque del fiume sia di flussi elevati, rispetto allo storico regime di flusso. Come risultato, le statistiche riguardanti la portata del fiume Yakima sono fortemente influenzate dal sistema di irrigazione. L'USGS gestisce quattro misuratori di flusso sul fiume Yakima. Il valore medio più alto registrato per la portata, pari a 100,3 m³/s (3.542 ft³/s), si è avuto in corrispondenza di oltre metà corso del fiume presso Union Gap. I due indicatori lungo il fiume mostrano flussi medi di una quantità ridotta.}